# Crepidium multiflorum
Crepidium multiflorum är en orkidéart som först beskrevs av Oakes Ames och Charles Schweinfurth, och fick sitt nu gällande namn av Dariusz Lucjan Szlachetko. Crepidium multiflorum ingår i släktet Crepidium, och familjen orkidéer. Inga underarter finns listade i Catalogue of Life.